# マジカルママ
マジカルママとは、かつて秋田県内で秋田デイリーフーズ(秋田県秋田市新屋鳥木町)が運営していた日本のコンビニエンスストア・飲食店である。

## 概要
フジフーズの秋田事務所(1991年業務開始)が運営していたが1999年4月1日に分社化され、フジフーズの100％子会社である秋田デイリーフーズが引き続き運営していた。子会社化にあたり、最盛期は27店舗運営していたが、11店舗に削減した。また、従業員数の削減やセントラルキッチンからの出荷を減らすなどした。
略称はマジママ。当初はコンビニエンスストアのような機能はあまり無く、食堂として扱われる事が多かった。それからコンビニエンスストアの機能を入れていき、店舗を拡大していった。営業時間は朝6時頃 - 夜23時頃までであった。
ロゴは赤いベースで魔女がフォークに乗り、その下にマジカルママと白く描かれていた。
1990年代中頃には県内でバリトン伊藤とシャバ駄馬男を起用したCMも放映され、県民に親しまれるようになった。
しかし、ローソンやサンクスの拡大出店により次第に店舗が縮小。
2010年には本社が倒産し、次々と閉店していった。倒産後も個人で経営する店が存在したが、その店舗も閉店し、マジカルママは姿を消す事となった。

## 特徴
前述の通り食堂との併設や、イートインコーナー、手作り弁当・惣菜、オードブル（予約可能）、釣り餌の販売、99円均一コーナーを置く等、一部当時の他社のコンビニエンスストアには無いサービスがあった。